# 加布里埃尔·阿诺托
奥古斯特·阿尔贝·加布里埃尔·阿诺托（法語：Albert Auguste Gabriel Hanotaux，1853年11月19日—1944年4月11日），是法国的政治家、外交官、历史学家，曾担任法国外交部部长。